# Proyecto Miss Chile
Proyecto Miss Chile fue un programa de telerrealidad producido y transmitido por Canal 13 en Chile. Fue presentado por Tonka Tomicic. El programa muestra la vida de 20 jóvenes que compiten por llegar a ser la Miss Chile 2013 y poder competir en el concurso internacional Miss Mundo 2013, además también muestran su entorno familiar y social y múltiples desafíos que deben realizar con el fin de no ser eliminadas.
El programa fue estrenado el día domingo 5 de mayo de 2013 después de la teleserie nocturna Las Vega's.

## Trama
La premisa del concurso consiste en que en cada capítulo se realizan diferentes desafíos en donde las candidatas son divididas en tres grupos, en cada uno de estos grupos salen dos ganadoras y dos perdedoras. Las candidatas ganadoras compiten en un desafío extra por un premio, mientras que las candidatas perdedoras son nominadas y deben someterse a un último desafío de eliminación en donde se ve quien deja el programa.

## Equipo del programa
- Presentadora: Tonka Tomicic lidera los desafíos semanales y las eliminaciones.
- Jueces:
  - Angélica Castro.
  - Luciano Brancoli.
  - Nicanor Bravo.
- Asesor:
  - Óscar Mansilla.
- Invitados:
  - Luis Hernán Herreros.
  - Bastián Bodenhöfer.

## Candidatas
| Candidata                                                                            | Edad | Situación actual                           | Resultado anterior                   | Estadía |
| ------------------------------------------------------------------------------------ | ---- | ------------------------------------------ | ------------------------------------ | ------- |
| Camila Andrade Estudiante de Terapia ocupacional. Modelo. Exparticipante de Calle 7. | 22   | Ganadora de Proyecto Miss Chile            |                                      | 13 cap. |
| Renata Barchiesi Estudiante de medicina.                                             | 23   | 2.do Lugar de Proyecto Miss Chile          |                                      | 13 cap. |
| Romina Lancelotti Egresada de ingeniería en química.                                 | 23   | 3.er Lugar de Proyecto Miss Chile          |                                      | 13 cap. |
| Dahyanna Vásquez Modelo.                                                             | 22   | Finalista eliminada de Proyecto Miss Chile |                                      | 13 cap. |
| Marcia Herrera Estudiante de comunicación audiovisual.                               | 19   | Finalista eliminada de Proyecto Miss Chile | 2.ª eliminada de Proyecto Miss Chile | 7 cap.  |
| Joanna Ferrari Administradora de empresas.                                           | 24   | Finalista eliminada de Proyecto Miss Chile |                                      | 13 cap. |
| Florencia Dunnage Estudiante de ingeniería civil industrial.                         | 19   | Finalista eliminada de Proyecto Miss Chile |                                      | 13 cap. |
| Francisca Cañas Estudiante de enseñanza media.                                       | 18   | Finalista eliminada de Proyecto Miss Chile |                                      | 13 cap. |
| Charlotte Molina Promotora.                                                          | 18   | 12.ª eliminada de Proyecto Miss Chile      |                                      | 12 cap. |
| Fernanda Figueroa Estudiante de diseño en vestuario.                                 | 18   | 11.ª eliminada de Proyecto Miss Chile      |                                      | 12 cap. |
| Francesca Barison Estudiante de kinesiología.                                        | 19   | 10.ª eliminada de Proyecto Miss Chile      |                                      | 11 cap. |
| Catalina Salazar Estudiante de terapia ocupacional.                                  | 18   | 9.ª eliminada de Proyecto Miss Chile       |                                      | 10 cap. |
| Eileen Pérez Estudiante de nutrición y dietética.                                    | 22   | 8.ª eliminada de Proyecto Miss Chile       |                                      | 8 cap.  |
| Javiera Santander Estudiante de periodismo.                                          | 21   | 7.ª eliminada de Proyecto Miss Chile       |                                      | 7 cap.  |
| Rocío Gómez Estudiante de publicidad.                                                | 20   | 6.ª eliminada de Proyecto Miss Chile       |                                      | 6 cap.  |
| Ruth Veras Estudiante de kinesiología.                                               | 21   | 5.ª eliminada de Proyecto Miss Chile       |                                      | 5 cap.  |
| Constanza Maturana Estudiante de bachillerato en ciencias.                           | 18   | 4.ª eliminada de Proyecto Miss Chile       |                                      | 4 cap.  |
| Margaret Stevenson Relacionadora pública con mención en marketing.                   | 22   | 3.ª eliminada de Proyecto Miss Chile       |                                      | 3 cap.  |
| Dominique Vasseur Modelo.                                                            | 20   | 1.ª eliminada de Proyecto Miss Chile       |                                      | 1 cap.  |
| María Belén Jerez Modelo y estudiante de odontología.                                | 22   | Abandona Por motivos personales            |                                      | 1 cap.  |

Notas
1. ↑  Después de haber sido eliminada en el capítulo 2, Marcia reingresa en el capítulo 9 por medio del repechaje.

### Última etapa del casting
| Participante                                          | Edad | Situación actual        | Estadía |
| ----------------------------------------------------- | ---- | ----------------------- | ------- |
| Andrea Emaldia Estudiante de trabajo social.          | 20   | Eliminada Por el jurado | 1 cap.  |
| Macarena Núñez Bailarina profesional.                 | 24   | Eliminada Por el jurado | 1 cap.  |
| Karla Bovet Estudiante de administración de empresas. | 20   | Eliminada Por el jurado | 1 cap.  |
| Camila Jiménez Promotora.                             | 20   | Eliminada Por el jurado | 1 cap.  |

### Participantes en competencias anteriores
| Camila Andrade    | Calle 7 (cuarta temporada) Calle 7 (quinta temporada) Año 0 Calle 7 (sexta temporada) Calle 7 (séptima temporada) Calle 7 (octava temporada) Yingo : Una nueva Competencia Yingo : Una nueva Competencia (segunda temporada) Yingo : Vuelve al colegio Yingo Girls Yingo Girls and Boys Calle 7 (undécima temporada) Calle 7 (duodécima temporada) | 2010 2010 - 2011 2011 2011 - 2012 2012 2012 - 2013 2013 | 16.ª eliminada 6.ª eliminada 11.ª eliminada Retirada 6.ª eliminada Retirada Posible ganadora Perdedora Cancelado Pasa a la siguiente etapa 6.ª eliminada 9.ª eliminada / 15.ª eliminada Retirada |
| María Belén Jerez | Año 0 | 2011                                                    | 4.ª eliminada |

## Resultados generales
| Camila A. | Ingresa   | Nominada  | Salvada   | Salvada   | Salvada   | Gana      | Gana      | Salvada   | Gana      | Exenta    | Gana      | Gana      | Nominada  | Finalista | Gana      | Gana      | Ganadora |  |  |  |  |  |  |  |  |  |  |  |  |  |  |  |  |  |  |  |
| Renata    | Ingresa   | Gana      | Nominada  | Salvada   | Nominada  | Salvada   | Gana      | Nominada  | Nominada  | Exenta    | Nominada  | Nominada  | Nominada  | Finalista | Salvada   | Salvada   | 2º Lugar |  |  |  |  |  |  |  |  |  |  |  |  |  |  |  |  |  |  |  |
| Romina    | Ingresa   | Gana      | Nominada  | Gana      | Gana      | Gana      | Nominada  | Gana      | Gana      | Exenta    | Gana      | Gana      | Gana      | Finalista | Salvada   | Salvada   | 3º Lugar |  |  |  |  |  |  |  |  |  |  |  |  |  |  |  |  |  |  |  |
| Dahyanna  | Ingresa   | Salvada   | Salvada   | Gana      | Nominada  | Gana      | Gana      | Nominada  | Gana      | Exenta    | Gana      | Gana      | Gana      | Finalista | Salvada   | Eliminada |          |  |  |  |  |  |  |  |  |  |  |  |  |  |  |  |  |  |  |  |
| Marcia    | Ingresa   | Gana      | Eliminada |           |           |           |           |           |           | Reingresa | Salvada   | Nominada  | Gana      | Finalista | Salvada   | Eliminada |          |  |  |  |  |  |  |  |  |  |  |  |  |  |  |  |  |  |  |  |
| Joanna    | Ingresa   | Nominada  | Gana      | Salvada   | Salvada   | Nominada  | Salvada   | Salvada   | Gana      | Exenta    | Nominada  | Gana      | Gana      | Finalista | Salvada   | Eliminada |          |  |  |  |  |  |  |  |  |  |  |  |  |  |  |  |  |  |  |  |
| Florencia | Ingresa   | Salvada   | Gana      | Salvada   | Nominada  | Nominada  | Gana      | Gana      | Gana      | Exenta    | Gana      | Salvada   | Gana      | Finalista | Eliminada |           |          |  |  |  |  |  |  |  |  |  |  |  |  |  |  |  |  |  |  |  |
| Francisca | Ingresa   | Salvada   | Gana      | Nominada  | Gana      | Salvada   | Nominada  | Gana      | Gana      | Exenta    | Gana      | Nominada  | Gana      | Finalista | Eliminada |           |          |  |  |  |  |  |  |  |  |  |  |  |  |  |  |  |  |  |  |  |
| Charlotte | Ingresa   | Nominada  | Gana      | Nominada  | Gana      | Nominada  | Salvada   | Nominada  | Nominada  | Exenta    | Nominada  | Nominada  | Nominada  | Eliminada |           |           |          |  |  |  |  |  |  |  |  |  |  |  |  |  |  |  |  |  |  |  |
| Fernanda  | Ingresa   | Salvada   | Nominada  | Gana      | Salvada   | Gana      | Salvada   | Gana      | Nominada  | Exenta    | Nominada  | Gana      | Eliminada |           |           |           |          |  |  |  |  |  |  |  |  |  |  |  |  |  |  |  |  |  |  |  |
| Francesca | Ingresa   | Gana      | Salvado   | Gana      | Gana      | Salvada   | Nominada  | Gana      | Salvada   | Exenta    | Gana      | Eliminada |           |           |           |           |          |  |  |  |  |  |  |  |  |  |  |  |  |  |  |  |  |  |  |  |
| Catalina  | Ingresa   | Gana      | Salvada   | Salvada   | Gana      | Salvada   | Nominada  | Nominada  | Nominada  | Exenta    | Eliminada |           |           |           |           |           |          |  |  |  |  |  |  |  |  |  |  |  |  |  |  |  |  |  |  |  |
| Eileen    | Ingresa   | Salvada   | Salvada   | Gana      | Salvada   | Nominada  | Gana      | Gana      | Eliminada |           |           |           |           |           |           |           |          |  |  |  |  |  |  |  |  |  |  |  |  |  |  |  |  |  |  |  |
| Javiera   | Ingresa   | Salvada   | Gana      | Nominada  | Gana      | Gana      | Gana      | Eliminada |           | Eliminada |           |           |           |           |           |           |          |  |  |  |  |  |  |  |  |  |  |  |  |  |  |  |  |  |  |  |
| Rocío     | Ingresa   | Nominada  | Salvada   | Gana      | Salvada   | Gana      | Eliminada |           |           |           |           |           |           |           |           |           |          |  |  |  |  |  |  |  |  |  |  |  |  |  |  |  |  |  |  |  |
| Ruth      | Ingresa   | Salvada   | Salvada   | Salvada   | Nominada  | Eliminada |           |           |           | Eliminada |           |           |           |           |           |           |          |  |  |  |  |  |  |  |  |  |  |  |  |  |  |  |  |  |  |  |
| Constanza | Ingresa   | Salvada   | Nominada  | Nominada  | Eliminada |           |           |           |           |           |           |           |           |           |           |           |          |  |  |  |  |  |  |  |  |  |  |  |  |  |  |  |  |  |  |  |
| Margaret  | Ingresa   | Gana      | Gana      | Eliminada |           |           |           |           |           | Eliminada |           |           |           |           |           |           |          |  |  |  |  |  |  |  |  |  |  |  |  |  |  |  |  |  |  |  |
| Dominique | Ingresa   | Eliminada |           |           |           |           |           |           |           |           |           |           |           |           |           |           |          |  |  |  |  |  |  |  |  |  |  |  |  |  |  |  |  |  |  |  |
| M.ª Belén | Ingresa   | Abandona  |           |           |           |           |           |           |           |           |           |           |           |           |           |           |          |  |  |  |  |  |  |  |  |  |  |  |  |  |  |  |  |  |  |  |
| Andrea    | Eliminada |           |           |           |           |           |           |           |           |           |           |           |           |           |           |           |          |  |  |  |  |  |  |  |  |  |  |  |  |  |  |  |  |  |  |  |
| Macarena  | Eliminada |           |           |           |           |           |           |           |           |           |           |           |           |           |           |           |          |  |  |  |  |  |  |  |  |  |  |  |  |  |  |  |  |  |  |  |
| Karla     | Eliminada |           |           |           |           |           |           |           |           |           |           |           |           |           |           |           |          |  |  |  |  |  |  |  |  |  |  |  |  |  |  |  |  |  |  |  |
| Camila J. | Eliminada |           |           |           |           |           |           |           |           |           |           |           |           |           |           |           |          |  |  |  |  |  |  |  |  |  |  |  |  |  |  |  |  |  |  |  |

     La candidata gana el desafío del capítulo.
     La candidata gana el desafío del capítulo y obtiene un premio.
     La candidata no gana el desafío del capítulo, pero es salvada.
     La candidata pierde el desafío del capítulo y es nominada.
     La candidata pierde el desafío del capítulo, es nominada y queda entre las tres peores.
     La candidata pierde el desafío del capítulo, es nominada y queda entre las tres peores, pero salvada por el jurado.
     La candidata es eliminada de la competencia.
     La candidata abandona la competencia.
     La candidata queda entre la cuarta y la octava posición.
     La candidata queda tercera.
     La candidata queda segunda.
     La candidata fue la ganadora de Proyecto Miss Chile.

## Competencias

### Desafíos
| Capítulo  | Candidatas                                                                                               | Ganadoras                                         | Perdedoras                                            |
| --------- | --- | ------------------------------------------------- | ----------------------------------------------------- |
| 1         | | Romina Marcia                                     | Camila A. Rocío                                       |
| 1         | | Catalina Renata                                   | Ruth Dominique                                        |
| 1         | | Francesca Margaret                                | Joanna Charlotte                                      |
| 2         | | Florencia Joanna                                  | Fernanda Dahyanna                                     |
| 2         | | Margaret Francisca                                | Marcia Renata                                         |
| 2         | | Javiera Charlotte                                 | Romina Constanza                                      |
| 3         | Florencia Francisca Dahyanna Romina Catalina Renata                                                      | Dahyanna Romina                                   | Florencia Francisca                                   |
| 3         | Fernanda Joanna Francesca Margaret Constanza                                                             | Francesca Fernanda                                | Constanza Margaret                                    |
| 3         | Eileen Rocío Ruth Camila A. Javiera Charlotte                                                            | Eileen Rocío                                      | Javiera Charlotte                                     |
| 4         | Javiera Camila A. Florencia Renata Joanna Romina                                                         | Romina Javiera                                    | Florencia Renata                                      |
| 4         | Dahyanna Catalina Francesca Constanza Fernanda                                                           | Francesca Catalina                                | Dahyanna Constanza                                    |
| 4         | Rocío Charlotte Francisca Eileen Ruth                                                                    | Charlotte Francisca                               | Ruth Rocío                                            |
| 5         | Catalina Francisca Javiera Dahyanna Charlotte Renata                                                     | Javiera Dahyanna                                  | Charlotte Renata                                      |
| 5         | Francesca Romina Joanna Ruth Fernanda                                                                    | Romina Fernanda                                   | Ruth Joanna                                           |
| 5         | Rocío Florencia Eileen Camila A.                                                                         | Camila A. Rocío                                   | Florencia Eileen                                      |
| 6         | Rocío Charlotte Renata Dahyanna Fernanda Joanna                                                          | Renata Dahyanna                                   | Rocío Charlotte                                       |
| 6         | Francisca Eileen Romina Camila A.                                                                        | Camila A. Eileen                                  | Romina Francisca                                      |
| 6         | Catalina Florencia Francesca Javiera                                                                     | Florencia Javiera                                 | Francesca Catalina                                    |
| 7         | Camila A. Dahyanna Florencia Francesca Francisca Joanna Renata                                           | Florencia Francisca Francesca                     | Camila A. Dahyanna Renata                             |
| 7         | Fernanda Javiera Catalina Eileen Charlotte Romina                                                        | Fernanda Eileen Romina                            | Javiera Catalina Charlotte                            |
| 8         | Camila A. Catalina Charlotte Dahyanna Eileen Fernanda Florencia Francesca Francisca Joanna Renata Romina | Francisca Dahyanna Joanna                         | Sin perdedoras                                        |
| 8         | Camila A. Catalina Charlotte Eileen Fernanda Florencia Francesca Renata Romina                           | Florencia Romina Camila A.                        | Catalina Charlotte Eileen Fernanda Francesca Renata   |
| Repechaje | Javiera Marcia Margaret Ruth                                                                             | Marcia                                            | Javiera Margaret Ruth                                 |
| 9−10      | Camila A. Catalina Charlotte Dahyanna Fernanda Florencia Francesca Francisca Joanna Renata Romina        | Romina Dahyanna Camila A.                         | Sin perdedoras                                        |
| 9−10      | Catalina Charlotte Fernanda Florencia Francesca Francisca Joanna Marcia Renata                           | Francisca Francesca Florencia                     | Catalina Charlotte Fernanda Joanna Marcia Renata      |
| 11        | Camila A. Charlotte Dahyanna Fernanda Florencia Francesca Francisca Joanna Marcia Renata Romina          | Camila A. Dahyanna Fernanda Joanna Romina         | Charlotte Florencia Francesca Francisca Marcia Renata |
| 12        | Camila A. Charlotte Dahyanna Fernanda Florencia Francisca Joanna Marcia Renata Romina                    | Joanna Romina Florencia Francisca Dahyanna Marcia | Camila A. Charlotte Renata Fernanda                   |

Notas
1. ↑  Reingresó a la competencia por votación de sus compañeras.
2. ↑  Nominada automáticamente por votación de sus compañeras.

### Pruebas de eliminación
| Capítulo | Salvadas                                                           | Tres peores                  | Salvada por el jurado | Eliminada |
| -------- | ------------------------------------------------------------------ | ---------------------------- | --------------------- | --------- |
| 1        | Camila A. Joanna Charlotte                                         | Ruth Dominique Rocío         | Ruth                  | Dominique |
| 2        | Constanza Fernanda Renata                                          | Marcia Dahyanna Romina       | Dahyanna              | Marcia    |
| 3        | Javiera Francisca Charlotte                                        | Florencia Constanza Margaret | Florencia             | Margaret  |
| 4        | Florencia Dahyanna Ruth                                            | Renata Constanza Rocío       | Rocío                 | Constanza |
| 5        | Eileen Joanna Charlotte                                            | Florencia Renata Ruth        | Renata                | Ruth      |
| 6        | Francisca Romina Catalina                                          | Charlotte Francesca Rocío    | Charlotte             | Rocío     |
| 7        | Catalina Renata Charlotte                                          | Javiera Camila A. Dahyanna   | Camila A.             | Javiera   |
| 8        | Renata Fernanda Charlotte                                          | Francesca Eileen Catalina    | Francesca             | Eileen    |
| 9−10     | Fernanda Joanna Renata                                             | Catalina Charlotte Marcia    | Marcia                | Catalina  |
| 11       | Francisca Renata Charlotte                                         | Francesca Marcia Florencia   | Florencia             | Francesca |
| 12       | Renata Camila A.                                                   | Charlotte Fernanda           | Sin salvada           | Fernanda  |
| 12       | Francisca Joanna Dahyanna Florencia Camila A. Romina Marcia Renata | Sin peores                   | Sin salvada           | Charlotte |

## Gran final

### Etapa 1: Prueba de talento
| Orden | Candidata         | Puntuación Jueces | Puntuación Jueces | Puntuación Jueces | Puntuación Jueces | Total Parcial | Público | Total Final | Resultado |
| Orden | Candidata         | Luciano           | Angélica          | Nicanor           | Carla             | Total Parcial | Público | Total Final | Resultado |
| ----- | ----------------- | ----------------- | ----------------- | ----------------- | ----------------- | ------------- | ------- | ----------- | --------- |
| 1     | Romina Lancelotti | 5                 | 9                 | 6                 | 8                 | 28            | 8       | 36          | 4.º       |
| 2     | Dahyanna Vásquez  | 7                 | 8                 | 7                 | 7                 | 29            | 4       | 33          | 5.º       |
| 3     | Camila Andrade    | 6                 | 8                 | 7                 | 9                 | 30            | 10      | 40          | 1.º       |
| 4     | Francisca Cañas   | 5                 | 7                 | 6                 | 7                 | 25            | 6       | 31          | 8.º       |
| 5     | Marcia Herrera    | 7                 | 10                | 8                 | 8                 | 33            | 5       | 38          | 3.º       |
| 6     | Joanna Ferrari    | 9                 | 9                 | 8                 | 10                | 36            | 3       | 39          | 2.º       |
| 7     | Renata Barchiesi  | 6                 | 6                 | 6                 | 6                 | 24            | 9       | 33          | 6.º       |
| 8     | Florencia Dunnage | 6                 | 7                 | 6                 | 7                 | 26            | 7       | 33          | 7.º       |

### Etapa 2: Situación límite
| Orden | Candidata         | Puntuación Jueces | Puntuación Jueces | Puntuación Jueces | Puntuación Jueces | Total Parcial | Público | Total Final | Resultado |
| Orden | Candidata         | Luciano           | Angélica          | Nicanor           | Carla             | Total Parcial | Público | Total Final | Resultado |
| ----- | ----------------- | ----------------- | ----------------- | ----------------- | ----------------- | ------------- | ------- | ----------- | --------- |
| 1     | Camila Andrade    | 7                 | 8                 | 8                 | 8                 | 31            | 10      | 41          | 1.º       |
| 2     | Joanna Ferrari    | 8                 | 8                 | 7                 | 8                 | 31            | 5       | 36          | 6.º       |
| 3     | Marcia Herrera    | 7                 | 9                 | 8                 | 7                 | 31            | 6       | 37          | 5.º       |
| 4     | Romina Lancelotti | 7                 | 9                 | 7                 | 7                 | 30            | 9       | 39          | 3.º       |
| 5     | Dahyanna Vásquez  | 8                 | 8                 | 8                 | 6                 | 30            | 7       | 37          | 4.º       |
| 6     | Renata Barchiesi  | 8                 | 10                | 7                 | 7                 | 32            | 8       | 40          | 2.º       |

### Etapa 3: Cabina del silencio
| Orden | Candidata         | Puntuación Jueces | Puntuación Jueces | Puntuación Jueces | Puntuación Jueces | Total Parcial | Público | Total Final | Resultado |
| Orden | Candidata         | Luciano           | Angélica          | Nicanor           | Carla             | Total Parcial | Público | Total Final | Resultado |
| ----- | ----------------- | ----------------- | ----------------- | ----------------- | ----------------- | ------------- | ------- | ----------- | --------- |
| 1     | Camila Andrade    | —                 | —                 | —                 | —                 | —             | —       | —           | 1.º       |
| 2     | Romina Lancelotti | —                 | —                 | —                 | —                 | —             | —       | —           | 3.º       |
| 3     | Renata Barchiesi  | —                 | —                 | —                 | —                 | —             | —       | —           | 2.º       |

## Audiencia
| 1  | Domingo   | 5 de mayo   | Presentación del programa Eliminación última etapa del casting Abandona M.ª Belén Desafíos del capítulo Eliminación | 23:11 - 01:05 | 22,1 | Primero | [ 7 ]  |
| 2  | Domingo   | 12 de mayo  | Desafíos del capítulo Eliminación                                                                                   | 23:13 - 00:47 | 16,6 | Segundo | [ 8 ]  |
| 3  | Domingo   | 19 de mayo  | Desafíos del capítulo Eliminación                                                                                   | 23:31 - 01:04 | 17,7 | Segundo | [ 9 ]  |
| 4  | Domingo   | 26 de mayo  | Desafíos del capítulo Eliminación                                                                                   | 23:26 - 00:50 | 16,1 | Segundo | [ 10 ] |
| 5  | Domingo   | 2 de junio  | Desafíos del capítulo Eliminación                                                                                   | 23:37 - 00:53 | 15,5 | Cuarto  | [ 11 ] |
| 6  | Domingo   | 9 de junio  | Desafíos del capítulo Eliminación                                                                                   | 23:29 - 00:55 | 14,2 | Cuarto  | [ 12 ] |
| 7  | Domingo   | 16 de junio | Desafíos del capítulo Eliminación                                                                                   | 23:34 - 01:09 | 12,1 | Séptimo | [ 13 ] |
| 8  | Domingo   | 23 de junio | Desafíos del capítulo Eliminación                                                                                   | 23:17 - 00:40 | 14,1 | Octavo  | [ 14 ] |
| 9  | Miércoles | 3 de julio  | Repechaje Desafíos del capítulo                                                                                     | 23:32 - 00:33 | 14,3 | Sexto   | [ 15 ] |
| 10 | Jueves    | 4 de julio  | Desafíos del capítulo (Cont.) Eliminación                                                                           | —             | —    | —       | [ 16 ] |
| 11 | Miércoles | 10 de julio | Desafíos del capítulo Eliminación                                                                                   | 23:29 - 00:42 | 12,8 | Noveno  | [ 17 ] |
| 12 | Jueves    | 11 de julio | Desafíos del capítulo Eliminación                                                                                   | —             | —    | —       | [ 18 ] |
| 13 | Jueves    | 18 de julio | Gala Final | 22:33 - 01:14 | 17,3 | Segundo | [ 19 ] |

     Episodio más visto.
     Episodio menos visto.